# Mingshui Hu
Mingshui Hu (kinesiska: 明水湖) är en sjö i Kina. Den ligger i provinsen Shaanxi, i den nordvästra delen av landet, omkring 400 kilometer norr om provinshuvudstaden Xi'an. Mingshui Hu ligger 1 324 meter över havet. Arean är 2,8 kvadratkilometer. Trakten runt Mingshui Hu består i huvudsak av gräsmarker. Den sträcker sig 1,9 kilometer i nord-sydlig riktning, och 2,3 kilometer i öst-västlig riktning.
Genomsnittlig årsnederbörd är 443 millimeter. Den regnigaste månaden är juli, med i genomsnitt 117 mm nederbörd, och den torraste är december, med 1 mm nederbörd.